# Kupin (Zalewo)
Kupin (deutsch Kuppen) ist eine Ortschaft in der Woiwodschaft Ermland-Masuren im nordöstlichen Polen. Der Ort gehört zur Gmina Zalewo im Powiat Iławski.

## Geographie
Kupin liegt in der Moränenlandschaft des Oberlands, nur etwa einen Kilometer südöstlich von Zalewo. Die Gemarkung des Ortes wird im Westen vom Jezioro Ewingi (Ewingsee) und im Norden vom Bach Zalewka (Mühlengraben) begrenzt.
Popki: Südöstlich des Dorfes liegt ein Einzelhof, der nach 1945 das Toponym "Popki" erhalten hat. Der Name leitet sich vom letzten deutschen Eigentümer, Fritz Poppke, her.

## Geschichte
Kuppen wurde vom Deutschen Orden als Hufenzinsdorf gegründet. Der Ortsname leitet sich wahrscheinlich von einem prußischen Flurnamen ab, der am Gebiet der Mündung des Mühlengrabens in den Ewingsee haftete.  Wahrscheinlich wurde das Dorf im Jahre 1299 gegründet, es erhielt im Jahre 1320 seine zweite Handfeste, weil die erste verloren gegangen sei. Das Dorf umfasste 60 Hufen einschließlich vier Hufen für den Pfarrer in Saalfeld und sechs Hufen für den Schultheiß. Der Schultheiß hatte darüber hinaus das Recht, ein Drittel der Strafgelder zu behalten und eine Schäferei mit 300 Schafen einzurichten.  
Seit dem 18. Jahrhundert bis 1945 existierte in Kuppen eine zweiklassige Volksschule, an der es seit dem späten 19. Jahrhundert neben den beiden Lehrerstellen noch eine Teilzeitstelle für eine Handarbeitslehrerin (meist die Ehefrau des ersten Lehrers) gab. Das Schulgebäude brannte 1945 ab und wurde später abgetragen.
Im Jahre 1874 wurde ein Amtsbezirk Kuppen im Landkreis Mohrungen gebildet, dem die Landgemeinden Kuppen und Sorbehnen und die Gutsbezirke Kattern, Mitteldorf und Rombitten zugewiesen wurden. Seit einer Gebietsreform im Jahre 1928 (Auflösung der Gutsbezirke in Preußen) bestand der Amtsbezirk Kuppen bei nahezu unveränderten Grenzen nur noch aus den Gemeinden Kuppen und Sorbehnen. Amtsbezirk und Gemeinde Kuppen existierten in dieser Form bis 1945.
Nach der Eingliederung in den polnischen Staat wurde Kuppen in Kupin umbenannt und der neugebildeten Gmina Zalewo zugeschlagen. Der Ort ist heute Sitz eines Schulzenamtes ohne weitere zugehörige Ortschaften.